# Polomkulturen
Polomkulturen är en järnålderskultur vid Kamafloden som dateras till 400–900 e.Kr.

## Översiktlig beskrivning
Det är en av udmurternas kulturer, varur senare Chepetakulturen utvecklades. 
Polomkulturen dateras till tiden från sent 400-tal till 800-talet och är lokaliserad till högra stranden av Cheptsafloden övre lopp. Dess boplatser är belägna nära Kamaflodens övre lopp där det vid samma tid bodde en större grupp av Zyuzdino, en grupp av Lomovatovokulturen. Cheptsastranden var troligen upptagen till största delen av Lomovatovobefolkningen från denna region. Polomkulturen är också närbesläktad med Lomovatovo i allmänhet. Numera finns det omkring 100 kända lokaler för Polomkulturen, varav över 40 bosättningar, 33 befästa bosättningar och över 20 gravfält och därtill åtskilliga värdedepåer. Polommonument är belägna från samhället Debesy i öster till samhället Adam i väster. Längden på området är 120 km från öst till väst och ungefär 80 km från nord till syd. Polomkulturen gav upphov till Cheptsakulturen, som dateras till sent 900-tal till 1200-talet. Cheptsakulturen har 120 lokaler varav 13 befästa bosättningar, över 30 bosättningar, över 30 gravfält, värdedepåer och lösfynd (Ivanova 1979, sidorna 115–149). Polomkulturen och Chepetskulturen betraktas ofta som en enda kultur, den arkeologiska polom-chepetakulturen. Den ryske arkeologen A.G. Ivanov tillhör dem som företräder denna åsikt. Under sjunde århundradet e.Kr. började polomkulturen tränga in i området runt nuvarande staden Glazov och kulturen utvecklades sedan till Cheptsakulturen.

### Bosättningar och ekonomi
I bosättningarna vid Polom och Varna grävdes enstaka bostadshus och lantgårdar ut men även religiösa byggnader. Bostadshusen var mest timmerhus, med härdar som var byggda av lersten. Gårdar hade däremot ofta grophus, med väggarna fodrade med brädor eller björkbark, där britsar arrangerades vid väggarna. I bosättningarna blev järnsmide viktigt och området hade rikliga järntillgångar. Man praktiserade vanligtvis svedjejordbruk. I grophusen har man hittat rester av järnmalm, slagg och deglar för bronshantverk. Befolkningen hade en komplex ekonomi och födde upp nötkreatur, idkade jordbruk, bedrev jakt och fiske och biodling. Enligt arkeologerna formades kulturen som en rik kultur av olika komponenter med deltagande av olika etniska grupper som kunde studeras i gravmaterialet och bosättningarna under femte till sjunde århundradet. Smyckehantverket har kunnat studeras genom gravgåvor. Man arbetade också med benhantverk för att tillverka olika redskap. Samhällen har tolkats vara på en utvecklingsnivå som ännu inte nått nivån av en stat, utan det var troligen indelat i en stamorganisation. De närmaste kulturerna är den samtidiga Lomovatovokulturen vid övre Kamafloden. Befolkningstyngdpunkten för polomkulturen var befolkningen vid mellersta Kama, främst längs dess västra bifloder Siva och Ocher. Vid slutet av 500-talet kan man spåra en västlig påverkan på polomkulturens gravmonument av Azelinkulturen. Denna påverkan fördjupades sedan men mest vid flodens nedre lopp.

### Gravfält
Kulturen har fått sitt namn av två gravfält i byn Polo i den ryska delrepubliken Udmurtien samt vid orten Varna. På begravningsplatsen i Varna hittades begravda soldater med vapenuppsättningar. Första utgrävningen ägde rum 1906–1908 och utgrävare var P.G. Tarasov och V.D. Yemelianov. Inom Polomkulturen är gravhögar vanliga där man kan spåra ett sydligt inflytande. Gravarna var oftast rektangulära och olika djupt grävda.
Begravningsplatsen nära byn Polos begravningsplats i Kez-distriktet i udmurtiska delrepubliken har belysts som viktig av den ryske arkeologen V.F. Gening. Varnagravfältet hade 486 gravar och Pologravfältet 173 gravar. De döda begravdes enligt den lokala riten i kistor. Ibland insveptes den döde i björkbark, och de gravlagda var oftast klädda i fina kläder med flera olika dekorationer som smycken, hängen och amuletter. Vapen, verktyg, hushållsartiklar samt lerkärl eller metallkärl sattes ofta ner i graven, ibland med en träsked eller en sked tillverkad av ben. Matrester och ben har ibland bevarats i gravarna. Keramiken är traditionellt Kamagods, gjord i form av mindre skålar, som i den övre delen är dekorerade med intryck av snören eller snoddar, kam- och gitterstämplar. Kvinnokläder har hittats, ofta med silver och bronssmycken örhängen, hängen som är typiska för tiden, halsband av importerade glaspärlor och stenpärlor. Stora örhängen, oftast också ett bälte av läder med silverspänne finns i gravarna. Hängen var ofta zoomorfa, djurframställningar. Det är osäkert om de ska tolkas som hängsmycken eller amuletter.

### Antropologi
Antropologiskt har populationen uppdelats i två typer - mesocefala, med medellång skalle, med brett ansikte som har klassats som mongolider och dolikocefala, dvs långskallar med smalt ansikte som har klassats som Kaukasier. Detta att klassificera befolkningen efter skallindex är ett föråldrat sätt att se på folkgrupper och har idag istället ersatts med genetiska analyser för att spåra individers ursprung.

## Forskningshistoria
1954 ledde Vladimir F. Gening den udmurtiska arkeologiska expeditionen och den udmurtiska avdelningen av nedre Kamaexpeditionen. Dessa expeditioner upptäckte ett stort antal arkeologiska lokaler inklusive ryska sådana. Han utförde utgrävningar på Gon’bagravfältet i nedre delen av Vjatkas lopp (1955),där gravar från 1500–1700-talen upptäcktes. Senare på 1970-talet grävdes boplatsen Zuyevo-Klyuchevskaya ut med ryska fynd från 1300–1400-talen. Han analyserade material från inventeringar som framkommit på boplatser i mellersta Vjatkaregionen och tog fram en detaljerad beskrivning och typologi för keramiken. Hans forskningsresultat blev att den ryska kolonisationen av mellersta Vjatkaflodens område började under sent 1300-tal. I boken Arkeologiska monument i Udmurtien sammanfattade V.F. Gening de upptäckta monumenten och han beskrev även de senare fynden från 1400–1700-talen.
Begravningsriterna studerades också av Gening. Hans forskningsobjekt var en klart definierad del av begravningstraditionen hos finsk-ugriska folk från tidig järnålder till medeltiden, han benämnde företeelsen (i Engels översättning) sacrificial complex. Huvuddragen av offerkomplexen har dokumenterats på Pianoborgravfältet från första till fjärde århundradet som är beläget i Vjatkas flodområde. I studien jämförs samtida monument från Kama-, Vjatka- och Volgaregionerna. Begreppet  sacrificial complex  används som en beskrivande term.